# دیوانه روانی عاشق
دیوانه روانی عاشق (به هندی: Yamla Pagla Deewana) فیلمی است محصول سال ۲۰۱۱ و به کارگردانی سمیر کارنیک است. در این فیلم بازیگرانی همچون درمندرا، سانی دئول، بابی دئول، کولراج رانداوا، انوپم کهیر، نفیسه علی، جانی لور، پانت ایثار، موکول دو ایفای نقش کرده‌اند.